# Sean Bennett
Sean Bennett (El Cerrito, 31 marzo 1996) è un ex ciclista su strada statunitense. Attivo in formazioni UCI dal 2016 al 2022 e ancora nel 2024 col Team Mike's Bikes p/b Equator Coffees, nel 2018 ha vinto una tappa al Giro d'Italia Under-23

## Palmarès
- 2015 (Juniores)

2ª tappa Tour of Walla Walla
- 2018 (Hagens Berman Axeon, una vittoria)

6ª tappa Giro d'Italia Under-23 (Dimaro Folgarida > Pergine Valsugana)

### Altri successi
- 2017 (Jelly Belly)

1ª tappa Tour Alsace (Sausheim, cronosquadre)
Classifica scalatori Tour de Bretagne
- 2018 (Hagens Berman Axeon)

Classifica giovani Tour of the Gila

## Piazzamenti

### Grandi Giri
- Giro d'Italia

2019: 106º
2020: non partito (8ª tappa)
- Tour de France

2021: 130º

### Classiche monumento
- Liegi-Bastogne-Liegi

2021: 145º
- Giro di Lombardia

2019: ritirato
2021: ritirato

### Competizioni mondiali
- Campionati del mondo

Innsbruck 2018 - In linea Under-23: 42º